# Brücke (Ringen)

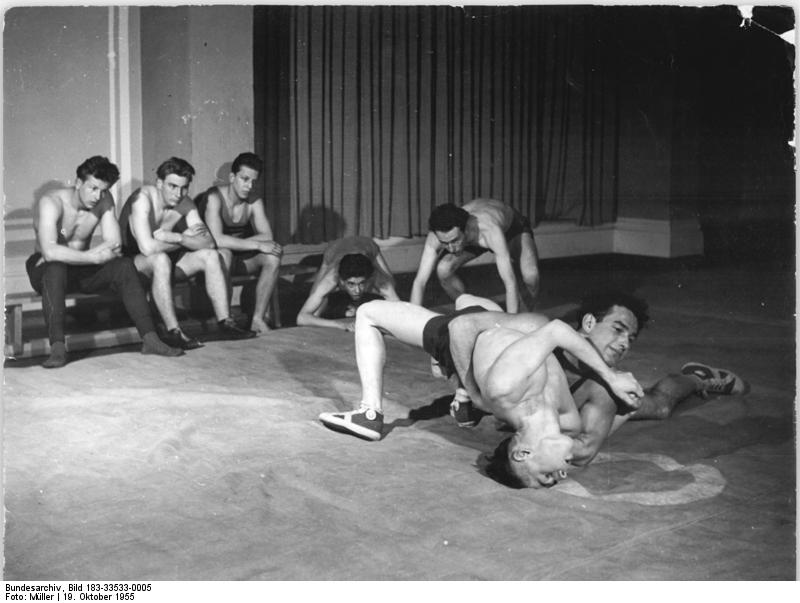
DHfK Leipzig 1955: Ringkämpfer in Unterlage wird in die Brücke gezwungen.

Die Brücke ist eine Verteidigungstechnik beim Ringen. Bei dieser Stellung berühren nur Kopf und Füße des verteidigenden Ringers die Ringermatte. Gelingt es dem angreifenden Ringer, die Brücke des Verteidigers niederzudrücken, erzielt der Angreifer zumeist einen Schultersieg.

## Die Brücke von Pasquale Passarelli
Als berühmteste Brücke in der Geschichte des Ringkampfsports gilt wohl eine Technik von Pasquale Passarelli bei den Olympischen Sommerspielen von Los Angeles.
Passarelli widerstand dabei über 90 Sekunden lang mittels einer Brücke den Versuchen des Japaners Eto, ihn zu schultern.